# وکیوا اسپرینگز (فلوریدا)
وکیوا اسپرینگز (به انگلیسی: Wekiwa Springs) یک منطقهٔ مسکونی در ایالات متحده آمریکا است که در شهرستان سمینول، فلوریدا واقع شده‌است. وکیوا اسپرینگز ۲۳٫۷ کیلومتر مربع مساحت و ۲۳٬۱۶۹ نفر جمعیت دارد و ۱۶ متر بالاتر از سطح دریا واقع شده‌است.